# St Hugh's College (Oxford)
St Hugh's College est l'un des collèges constitutifs de l'université d'Oxford. Fondé en 1886 par Elizabeth Wordsworth, arrière-petite-nièce du poète William Wordsworth, il est réservé aux femmes jusqu'en 1986, date à laquelle il devient mixte.
Il est nommé en l'honneur de Hugues d'Avalon, évêque de Lincoln, ville dont Christopher Wordsworth, le père d'Elizabeth Wordsworth a été également évêque.

## Histoire
En 1891, 50 étudiantes ont passé les examens universitaires, bien qu'Oxford ne délivre pas de diplômes aux femmes avant 1920. En 1916, le collège compte 64 étudiantes, puis 81 en 1917, 107 en 1919 et en 1923, St Hugh's est le plus grand collège de femmes d'Oxford, avec 151 étudiantes de premier cycle.

## Personnalités du collège

### Principaux
- Charlotte Anne Moberly première principale (1886-1915)
- Eleanor Jourdain (1915-1924)
- Barbara Gwyer (1924-1946)
- Evelyn Procter (1946-1962)
- Kathleen Kenyon (1962-1973)
- Rachel Trickett (1973-1991)
- Derek Wood (1991-2002)
- Andrew Dilnot (2002–2012)
- Elish Angiolini, depuis 2012

### Étudiants
- G. E. M. Anscombe, de 1937 à 1941, philosophie, histoire et littérature ancienne.
- Freda Bedi
- Gwyneth Marjory Bebb de 1908 à 1911, droit, militante de l'accès au barreau pour les femmes
- Barbara Castle, philosophie, politique et économie
- Aung San Suu Kyi, de 1964 à 1967, philosophie, politique et économie
- Mary Cartwright, de 1919 à 1923, mathématiques
- Rebecca Front
- Edith Hall, helléniste
- Theresa May, premier ministre britannique, diplômée en 1977, géographie
- Ruth Lawrence, admise en 1983, à l'âge de 12 ans, diplômée en 1985, mathématiques
- Elizabeth Maxwell, langues modernes, 1981
- Margery Perham, historienne et africaniste
- June Tabor, chanteuse
- Helen Wallis, historienne britannique
- Ghil'ad Zuckermann, linguiste